# Radomsko
Radomsko és una ciutat polonesa a la riba del riu Radomka, al voivodat de Łódź. Radomsko va rebre l'estatus de ciutat per part del Duc de Sieradz, Leszek II el Negre, el 1266. Durant les reparticions de Polònia va romandre sota domini prussià fins a la invasió de Napoleó, que va incorporar-la al Gran Ducat de Varsòvia, al qual va pertànyer fins al 1815.
Des d'aleshores fins al final de la Primera Guerra Mundial va estar sota territori dominat per l'Imperi Rus, però en acabar la guerra va ser incorporada a la República de Polònia. La població cap al 1912 era de 18.732 habitants i en només deu anys va augmentar a 23.000. Fou destruïda pels bombardeigs de la Blitzkrieg de Hitler durant la Segona Guerra Mundial des del primer dia que començà la invasió de Polònia, quan tot d'autoritats nazis van instal·lar-s'hi.
Després de la Segona Guerra Mundial Radomsko estava destruïda, amb el desenvolupament industrial frenat completament, milers de ciutadans morts, refugiats o exiliats: la població va reduir-se a poc més de 8.000 habitants. Avui dia és la ciutat més poblada del districte.